# Transa (álbum)
Transa é o sexto álbum de estúdio do cantor e compositor brasileiro Caetano Veloso, gravado em 1971 no Chappell's Recording Studios, em Londres, e lançado pela gravadora Philips em janeiro de 1972.

## Antecedentes e gravação
Exilado em Londres desde 1969, Caetano Veloso obteve permissão para ficar um mês no Brasil em janeiro de 1971 para assistir à missa comemorativa dos 40 anos de casamento de seus pais. No Rio de Janeiro, o cantor foi interrogado por militares que pediram para que fizesse uma canção elogiando a rodovia Transamazônica - na época em construção. Caetano não aceitou a "proposta", mas, de volta a Londres, gravou no final do ano o LP com o nome de Transa, lançado em território brasileiro em janeiro de 1972, quando o cantor voltou definitivamente ao país.
Sobre o álbum, Caetano declarou em uma entrevista ao Jornal do Brasil: "Chamei os amigos para gravar em Londres. Os arranjos são de Jards Macalé, Tutty Moreno, Moacyr Albuquerque e Áureo de Sousa. Não saíram na ficha técnica e eu tive a maior briga com meu amigo que fez a capa. Como é que bota essa bobagem de dobra e desdobra, parece que vai fazer um abajur com a capa, e não bota a ficha técnica? Era importantíssimo. Era um trabalho orgânico, espontâneo, e meu primeiro disco de grupo, gravado quase como um show ao vivo".
Na mesma entrevista: "Foi Transa que me deu coragem de fazer os trabalhos com A Outra Banda da Terra. Tem a Nine out of Ten, a minha melhor música em inglês. É histórica. É a primeira vez que uma música brasileira toca alguns compassos de reggae, uma vinheta no começo e no fim. Muito antes de John Lennon, de Mick Jagger e até de Paul McCartney. Eu e o Péricles Cavalcanti descobrimos o reggae em Portobelo Road e me encantou logo. Bob Marley & The Wailers foram a melhor coisa dos anos 70. Gosto do disco todo. Como gravação, a melhor é Triste Bahia. Tem o Mora na Filosofia, que é um grande samba, uma grande letra e o Monsueto é um gênio. Me orgulho imensamente deste som que a gente tirou em grupo".
O disco vinha dentro de um encarte que, aberto junto à capa tripla, formava um triângulo. A embalagem foi batizada de "discobjeto" pelo criador dela, Álvaro Guimarães, que a concebeu com Aldo Luiz.
Em 2012, para celebrar seus 40 anos, o disco foi remasterizado por Steve Hooke no estúdio Abbey Road e relançado em CD, agora com ficha técnica e com o conceito de discobjeto adaptado para o formato menor.

## Recepção da crítica
| Críticas profissionais | Críticas profissionais |
| Avaliações da crítica  | Avaliações da crítica  |
| Fonte                  | Avaliação              |
| ---------------------- | ---------------------- |
| Allmusic               | link                   |

Para Álvaro Neder do Allmusic, o som eletrificado do rock domina este álbum do cantor e compositor baiano, apesar de misturado com ritmos e percussões brasileiras, sons de berimbau e o próprio violão de Veloso. As letras são em português e em inglês e, para o crítico musical, cuidadosamente evitam referências explícitas políticas, apesar de elas estarem disfarçadas em praticamente todas as canções. Um bom exemplo disto é a musicalização do poema "Triste Bahia", do poeta barroco brasileiro Gregório de Matos Guerra, que utiliza-se do tema crítico do poema para realizar críticas à situação política do Brasil na época. Neder também destaca "It's a Long Way", que foi bastante tocada pelas rádios na época, e a regravação de "Mora na Filosofia", samba de Monsueto Menezes cuja versão roqueira deste disco gerou controvérsias à época.

## Legado
Em 2007, Transa foi eleito pela versão brasilieira da revista Rolling Stone como o 10º melhor disco brasileiro de todos os tempos. Em 2022, o jornalista Mauro Ferreira fez uma análise da relevância cultural do álbum através de uma matéria que celebrava o aniversário de 50 anos da obra para a coluna "Pop & Arte" do G1, dizendo que "o disco impacta mais pelo conjunto da obra do que pelas músicas em si. E, talvez por isso mesmo, Transa, disco de banda, continue sendo objeto de culto cinco décadas após o lançamento original em janeiro de 1972". No mesmo ano, o podcast Discoteca Básica, comandado pelo jornalista Ricardo Alexandre, elegeu Transa como o 8º melhor disco brasileiro de todos os tempos e teve o disco como tema de um dos episódios de sua quarta temporada.
Internacionalmente, Transa recebeu uma prensagem em vinil no ano de 2008 pelo selo Vinyl Lovers. Em 2016, "You Don't Know Me" foi eleita pela revista norte-americana Pitchfork como a 73ª melhor canção dos anos 70, no qual Kevin Lozano a descreveu como uma "obra-prima de canção que só poderia ter sido escrita pelo ponto de vista de um exilado". No ano seguinte, a publicação também incluiu Transa em seu guia "A história da Tropicália em 20 álbuns", onde Andy Beta comentou: "[...] embora não haja nenhuma referência aberta à política, a incorporação de Veloso de ritmos de capoeira (antigamente usados para treinar escravos brasileiros para lutar contra seus donos) e referências ao reggae (em expansão nas comunidades de expatriados caribenhos em Londres) sugerem que a resistência permaneceu no centro de sua música".

## Faixas
Todas as faixas escritas e compostas por Caetano Veloso, exceto onde indicado. 
| Lado A |                                                                                        |                                    |         |  |
| N.º    | Título                                                                                 | Compositor(es)                     | Duração |  |
| 1.     | "You Don't Know Me" (Contém trechos de "Maria Moita" (Carlos Lyra, Vinicius de Moraes) |                                    | 3:49    |  |
| 2.     | "Nine Out of Ten"                                                                      |                                    | 4:57    |  |
| 3.     | "Triste Bahia"                                                                         | Gregório de Matos / Caetano Veloso | 9:47    |  |

| Lado B         | |                                   |         |  |
| N.º            | Título | Compositor(es)                    | Duração |  |
| 1.             | "It's a Long Way" (Contém trechos de "A Lenda do Abaeté" (Dorival Caymmi e "Consolação" (Baden Powell, Vinicius de Moraes) |                                   | 6:07    |  |
| 2.             | "Mora na Filosofia" | Monsueto Menezes / Arnaldo Passos | 6:16    |  |
| 3.             | "Neolithic Man" |                                   | 4:55    |  |
| 4.             | "Nostalgia (That's What Rock'n Roll Is All About)"                                                                         |                                   | 1:22    |  |
| Duração total: | Duração total: | Duração total:                    | 37:13   |  |

## Créditos
Créditos dados por Mauro Ferreira e pela página Discos do Brasil.

### Músicos
- Vocal: Gal Costa (faixas 1, 6 e 7)
- Gaita de sopro: Angela Ro Ro (faixa 7)
- Guitarra: Jards Macalé
- Violão: Caetano Veloso, Jards Macalé
- Baixo: Moacyr Albuquerque
- Percussão: Áureo de Souza
- Bateria: Tutty Moreno

### Ficha técnica
- Direção musical: Jards Macalé
- Produção: Ralph Mace
- Arranjos: Jards Macalé
- Design da capa: Álvaro Guimarães
- Capa: Aldo Luiz